# Lekanesphaera glabella
Lekanesphaera glabella là một loài chân đều trong họ Sphaeromatidae. Loài này được Jacobs miêu tả khoa học năm 1987.